# Seoba Bunjevaca u Bačku 1610.
Seoba Hrvata u Bačku 1610. bila je jedna od velikih seoba Hrvata u 17. stoljeću, koje su bile posljedicama osmanskih osvajanja i oslobađanja kršćanskih krajeva od osmanske vlasti. 
Ovo je bila prva velika seoba Hrvata u Bačku, a druga velika bila je ona iz 1687. godine. Bunjevačke su Hrvate 1610. u Bačku poveli iz Ličkog sandžaka u Bačku oko 10.000 duša.
Radi se o skupini Hrvata koja je pobjegla nakon što se 1583. nije uspjelo osloboditi Klis. Dio je bunjevačkih Hrvata izbjeglo u Liku, a 860 je obitelji smjestilo se oko Bakra. Iz ove su skupine Hrvati koji su 1610. iz Like odselili u Podunavlje. Seoba je bila posljedica zlostavljačke vlasti bega Ličkog sandžaka Memibegovića. Kršćani se digoše na ustanak protiv Memibegovićeva zlosilja, no osmanske vlasti su ugušile ustanak te je prijetila odmazda. Stanovnicima je bilo dosta svega, nisu željeli trpiti povratak zuluma koji je bio prije ustanka niti su željeli doživjeti osvetu. Franjevci, koji su bili narodu privržena inteligencija, a proizašla iz tog samog naroda, preuzeše stvar u svoje ruke. Znajući dobro kakva je situacija bila u pojedinim krajevima pod osmanskom i austrijskom vlašću, organizirali su seobu naroda. Tako su Hrvati iz Ličkog sandžaka iselili u Bačku.
Ondje su doseljeni Hrvati tijekom stotinjak godina obnašali dužnost graničara prema prema Osmanskom Carstvu koje je onda još uvijek bilo europska i svjetska velesila. 
Neke od doseljenih obitelji stekle su ratnim zaslugama plemićki status.